# So bist du
So bist du ist ein Lied von Peter Maffay, das als Single aus dem Album Steppenwolf aus dem Jahr 1979 ausgekoppelt wurde. Es ist sein zweiter und bisher letzter Nummer-eins-Hit nach Du aus dem Jahr 1970. Zudem war es die meistverkaufte Single des Jahres 1979 in Deutschland.

## Entstehung und Inhalt
Der Song wurde von Maffay geschrieben, der Text stammt von Bernd Meinunger. Produziert wurde er von Maffay gemeinsam mit Peter Wagner. Die Pop-/Schlager-Ballade ist mit Akustikgitarre, Bass, Schlagzeug und Streichern instrumentiert. Ein Saxophonsolo erklingt gegen Ende des Stücks. Verschiedene, auch weibliche Hintergrundsänger sind zu hören. Der Text stellt ein Loblied auf die geliebte Person dar, mit der sich der Protagonist zudem untrennbar verbunden fühlt:

„Und wenn ich geh’, dann geht nur ein Teil von mir.
 Und gehst du, bleibt deine Wärme hier.
 Und wenn ich wein’, dann weint nur ein Teil von mir
 und der andere lacht mit dir.“

## Veröffentlichung und Rezeption
Die Single erschien im März 1979 bei Telefunken. Auf der B-Seite war Auf dem Weg zu mir enthalten. So bist du erschien auch auf zahlreichen Kompilationsalben. Erst etwa vier Monate nach der Veröffentlichung kletterte er auf Platz eins der deutschen Singlecharts und war vom 30. Juli bis 19. August drei Wochen dort platziert, insgesamt war er 43 Chartwochen notiert. In Österreich erreichte er Platz 17 und in der Schweiz Platz drei. Die Single erlangte Goldstatus in Deutschland und zählt mit seinen über 250.000 verkaufter Einheiten zu den meistverkauften Schlagern des Landes.
Der Erfolg des Titels war nicht zuletzt der ZDF-Hitparade zu verdanken, in der Maffay im Laufe des Jahres 1979 achtmal notiert war und viermal in der Sendung auftrat, wodurch er beinahe ein Dreivierteljahr dort präsent war. Er führte ihn erstmals am 7. Mai 1979 in der Sendung auf, der Titel war auf Platz 15 notiert. In der folgenden Episode erreichte er am 11. Juni 1979 Platz zwei und dann vier Ausgaben in Folge Platz eins, wobei Maffay am 9. Juli und 10. September auftrat, in den anderen beiden Sendungen wie auch den folgenden zwei Ausgaben bis 10. Dezember 1979 wegen anderer Verpflichtungen nicht in der Sendung war.
Berndorff/Friedrich beschrieben den Song als „in Ton gegossenes Bekenntnis über Abschied und Neuanfang“.
Chartplatzierungen
| ChartsChartplatzierungen | Höchstplatzierung | Wochen |
| ------------------------ | ----------------- | ------ |
| Deutschland (GfK)        | 1 (43 Wo.)        | 43     |
| Österreich (Ö3)          | 17 (18 Wo.)       | 18     |
| Schweiz (IFPI)           | 3 (17 Wo.)        | 17     |

| ChartsJahrescharts (1979) | Platzierung |
| ------------------------- | ----------- |
| Deutschland (GfK)         | 1           |
| Schweiz (IFPI)            | 12          |

Auszeichnungen für Musikverkäufe

| Land/Region        | Auszeichnungen für Musikverkäufe (Land/Region, Auszeichnung, Verkäufe) | Verkäufe |
| ------------------ | ---------------------------------------------------------------------- | -------- |
| Deutschland (BVMI) | Gold                                                                   | 250.000  |
| Insgesamt          | 1× Gold ·                                                              | 250.000  |

## Version von Oli P.
Am 4. Oktober 1999 veröffentlichte Oli P. seine Version, So bist du (und wenn Du gehst...). Am 15. November des Jahres erschien sie auch auf seinem Album O.Ton. An dieser Version waren neben Maffay und Meinunger als Autoren auch Uli Roever, Martin Warnke und Ralph Suda beteiligt. Peter Hoffmann, Oliver Otis und Ollie Stan produzierten sie. Die Single erreichte Platz eins in allen drei D-A-CH-Ländern sowie Dreifachgold in Deutschland, Platin in Österreich und Gold in der Schweiz.
Chartplatzierungen
| ChartsChartplatzierungen | Höchstplatzierung | Wochen |
| ------------------------ | ----------------- | ------ |
| Deutschland (GfK)        | 1 (18 Wo.)        | 18     |
| Österreich (Ö3)          | 1 (17 Wo.)        | 17     |
| Schweiz (IFPI)           | 1 (21 Wo.)        | 21     |

| ChartsJahrescharts (1999) | Platzierung |
| ------------------------- | ----------- |
| Deutschland (GfK)         | 6           |
| Österreich (Ö3)           | 22          |
| Schweiz (IFPI)            | 14          |

Auszeichnungen für Musikverkäufe

| Land/Region        | Auszeichnungen für Musikverkäufe (Land/Region, Auszeichnung, Verkäufe) | Verkäufe |
| ------------------ | ---------------------------------------------------------------------- | -------- |
| Deutschland (BVMI) | 3× Gold                                                                | 750.000  |
| Österreich (IFPI)  | Platin                                                                 | 50.000   |
| Schweiz (IFPI)     | Gold                                                                   | 25.000   |
| Insgesamt          | 2× Gold · 2× Platin ·                                                  | 825.000  |

## Weitere Coverversionen
Zahlreiche weitere Coverversionen existieren, darunter:
- Claudia Jung
- Dieter Hallervorden
- Mike Krüger (Hitparade: Du nimmst alles, was du kriegst)
- Benny Neyman (Zo ben jij)
- Giovanni Zarrella (Così sei tu)
- Flamingo Kvintetten (Var finns du)
- Frank Zander
- Michael Hirte
- ComBox
- Andy Luxx (So bist Du! 2014)
- Dennie Christian (Dat ben jij)
- Giovanni Zarrella & Jana Ina Zarrella (Così sei tu)
- Gerd Christian
- Anastacia & Peter Maffay (Just You, 2023)
- Guildo Horn
- Joy Denalane[20]